# Dirk Verhofstadt
Dirk Verhofstadt (ur. 25 sierpnia 1955 w Dendermonde) – belgijski teoretyk liberalizmu, zwolennik Rawlsa, jest doradcą wicepremiera i ministra spraw zagranicznych, Patricka Dewaela, i bratem byłego premiera Guya Verhofstadta. Studiował prawo i komunikację medialną na Uniwersytecie Gentyńskim. Pracował w mediach. Działa w niezależnym think tanku ruchu liberalnego – Liberales – którego jest jednym z najaktywniejszych członków.
W swych wystąpieniach i publikacjach broni liberalizmu przed krytykami antyglobalistów i krytykuje fanatyzm religijny.

## Publikacje
- Het einde van het BRT-monopolie (Koniec monopolu Belgijskiego Radia i Telewizji), 1982, ISBN 90-6321-126-0
- Het menselijk liberalisme. Een antwoord op het antiglobalisme (Ludzki liberalizm. W odpowiedzi na antyglobalizm), 2002, ISBN 90-5240-671-5
- Pleidooi voor individualisme (Obrona indywidualizmu), 2004, ISBN 90-5240-766-5